# استیمبوت (آریزونا)
استیمبوت (به انگلیسی: Steamboat) یک منطقهٔ مسکونی در ایالات متحده آمریکا است که در شهرستان آپاچی، آریزونا واقع شده‌است. استیمبوت ۶٫۲۰ کیلومتر مربع مساحت و ۲٬۳۱۰ نفر جمعیت دارد و ۱٬۹۹۹ متر بالاتر از سطح دریا قرار دارد.